# الله‌آباد مینویی
الله‌آباد مینویی روستایی در دهستان کورین بخش کورین شهرستان زاهدان استان سیستان و بلوچستان ایران است.

## جمعیت
بر پایه سرشماری عمومی نفوس و مسکن در سال ۱۳۹۵ جمعیت این روستا ۱۰۴ نفر (۲۳خانوار) بوده‌است.